# ヘンリー・ルイス・ゲイツ・ジュニア
ヘンリー・ルイス・ゲイツ・ジュニア（英語: Henry Louis Gates, Jr.、1950年9月16日 - ）は、アメリカ合衆国の文学評論家、教授、歴史家、映画製作者。アフリカ系アメリカ人アカデミズムの第一人者で、ケンブリッジ大学で黒人初の博士号を取得し、ハーバード大学のアフリカン・アメリカン研究プログラム・デュボイス研究所 (現在はハッチンズセンター) の所長を務める。幾つかのPBSテレビ番組でホストを務め、ドキュメンタリー制作にもかかわる。

## 人物
ウェストバージニア州カイザーで生まれる。父は製紙工場で働きながらビルの清掃係の仕事も務め、母も家政婦として働いた。14歳のとき、ゲイツはタッチフットボールで負傷し、股関節の関節を骨折したが、医師は心身症と誤診したため、最終的に治癒したときには、彼の右足は左よりも2インチ短くなり、後年、歩行の際にはステッキが必要となった。
1968年にピードモント高校を卒業し、ウェストバージニア大学ポトマック州立大学に入学した後、イェール大学に編入し優秀な成績で卒業した。1973年にイェールで歴史の学士号を取得後、ケンブリッジ大学クレアカレッジに入学。指導教官の一人はナイジェリアの作家のウォーレ・ショインカで、ゲイツを文学研究の世界に導いた。
1979年に英語と文学の博士号を取得した後、イェール大学、コーネル大学、デューク大学、ついでハーバード大学でアフリカ系アメリカ研究に携わる。1991年にハーバードでデュボイス研究所の教授に任命された。
1980年代には、19世紀初頭から20世紀半ばまでの歴史に埋もれていた多くのアフリカ系アメリカ人による文学作品や記録を掘りだし収集することで「文学考古学者」としての評価を得た。1981年、ゲイツは、それまで北部の白人による作品だと思われていたハリエット・ウィルソンの Our Nig（1859）が、実際にはアフリカ系アメリカ人女性によって書かれた作品であることを証明した。
1980年代からアフリカ系アメリカの文学のための重要なアンソロジーを幾つか編集し、1996年のなかでも黒人文化と文学の特徴であるヴァナキュラーな特徴を伝えるためのオーディオCDをセットにした画期的なノートン版黒人文学アンソロジーの出版や、1999年、マイクロソフト社と提携し、マルチメディアを使った史上初の包括的なアフリカとアフリカン・ディアスポラに巻する百科事典『エンカルタ・アフリカーナ』 (クワメ・アンソニー・アッピアと共編) はアフリカ系研究の新しい時代を開拓した。

またアメリカの公共放送 PBS において数々の番組制作やドキュメンタリーに関わってきた。6部作で構成されたThe African Americans: Many Rivers to Cross (2013) はエミー賞とピーボディ賞を受賞した。また同 PBS の人気番組 Finding Your Roots with Henry Louis Gates, Jr. は、6シリーズ目を迎える長寿番組である。2021年、ハーバード大学のアルフォンスフレッチャー大学教授と共に400年間にわたる黒人教会の歴史と伝統を再検証した PBS ドキュメンタリー『ザ・ブラック・チャーチ』が放送された。

## 逮捕とレイシャル・プロファイリング議論
2009年7月16日、ゲイツはPBSの番組「Finding Your Roots 」のためヨーヨー・マの先祖に関する取材を終えて中国からマサチューセッツ州ケンブリッジの家に戻った際、自宅の鍵が開かないことに気づき、タクシー運転手の協力を得てなんとかドアを開けようとした。それを目撃した通行人の女性が地元の警察に自宅侵入と強盗の可能性があると通報した。対応したケンブリッジ市警ジェームス・クローリー巡査部長が現場に到着すると、ゲイツは自宅に入り、ドアの故障について自宅の管理事務所に電話をかけているところだった。ゲイツは警官に状況を説明し、ハーバード大学の身分証明書や運転免許証を提示したにもかかわらず、警官は家の外に出るよう指示。外に出たところで手錠をかけられ逮捕、4時間にわたって拘束された。

7月21日、ケンブリッジ市警はゲイツに謝罪し、検察官は後に告発を取り下げたが、ゲイツはアフリカ系アメリカ人男性を標的にしたレイシャル・プロファイリングだとして警察当局を激しく非難した。この事件はアメリカの人種差別の議論を過熱させ、ゲイツの友人でもあるオバマ大統領を巻き込んだ大問題に発展する。オバマ米大統領は、ゲイツと友人なのでいくらか偏っているかもしれないが、と前置きをしながらも、「第一に誰でもとても腹を立てるだろうということ、第二にケンブリッジ市警が、自宅だと証明している人を逮捕したのは愚行だったということは言えるだろう」と発言した。

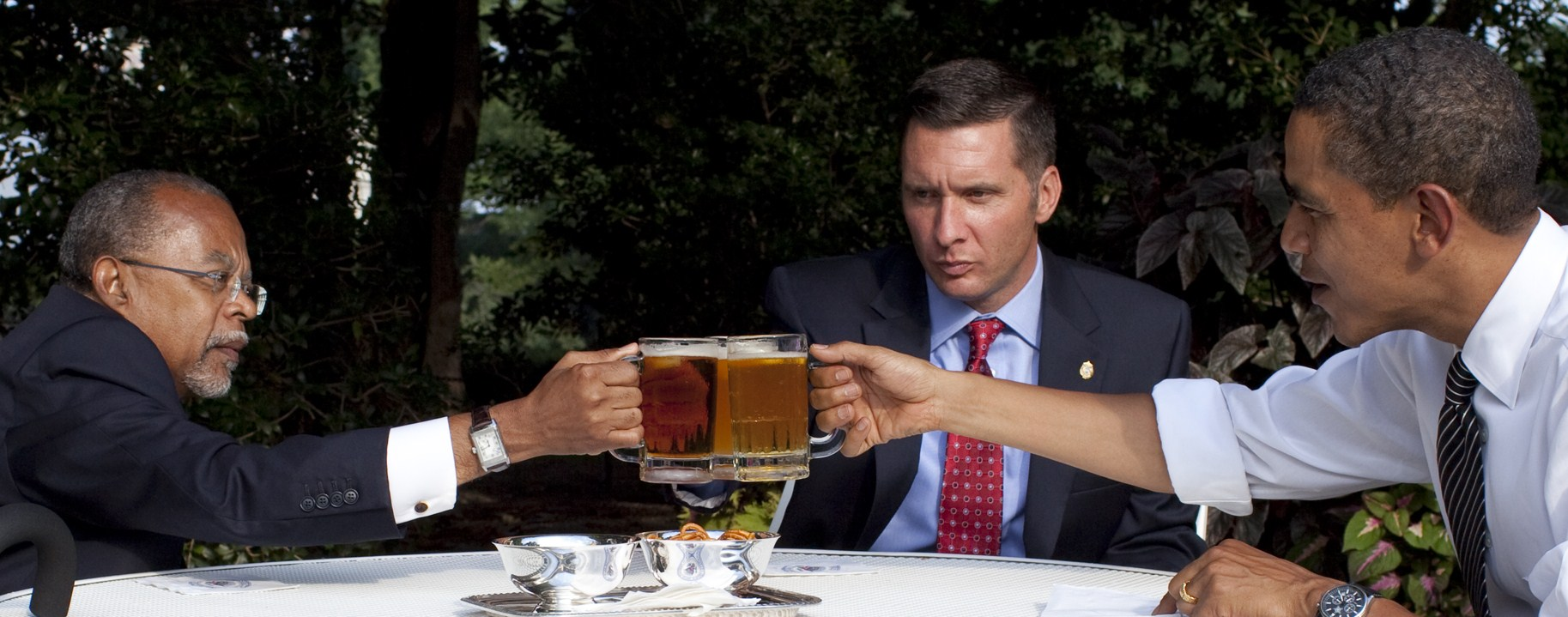
ゲイツ教授 (左)、クローリー巡査部長 (中央)、そしてオバマ大統領。このあとバイデン副大統領が合流した。

またゲイツ逮捕に関連しレイシャル・プロファイリングが事実としてあると発言したことに対しても、警察側は激しい抗議をよせ、またアメリカ初の黒人大統領が積極的に人種問題に触れることに対して過敏になっていた人々は警戒感を強めたことが、その直後の支持率にマイナスの影響を与えた。ピュー・リサーチの世論調査によると、高い支持率を誇っていたオバマ大統領の支持率はは、この事件の処理に関して、41%が不支持を表明、29％が支持を表明。白人有権者からの支持は53％から46％に減じた。
オバマは最終的に、ゲイツとクローリー巡査部長をホワイトハウスのローズガーデンに呼び「ビール・サミット」なる飲み会を開き、バイデン副大統領と共に和解を取り持つことになった。

## 出版物
日本語に翻訳されたもの
- 『シグニファイング・モンキー―もの騙る猿/アフロ・アメリカン文学批評理論』 松本昇、清水菜穂 (翻訳)、南雲堂フェニックス (2009/12/1) ISBN 978-4888964272

著作
- Figures in Black: Words, Signs, and the "Racial" Self. New York: Oxford University Press. 1987. ISBN 0-19-503564-X.
- The Signifying Monkey. New York: Oxford University Press. 1988. ISBN 0-19-503463-5. American Book Award
- Loose Canons: Notes on the Culture Wars. New York: Oxford University Press. 1992. ISBN 0-19-507519-6.
- Colored People: A Memoir. New York: Alfred A. Knopf. 1994. ISBN 0-679-42179-3.
- With Cornel West, The Future of the Race, New York: Alfred A. Knopf, 1996.  ISBN 0-679-44405-X
- Thirteen Ways of Looking at a Black Man. New York: Random House. 1997. ISBN 0-679-45713-5.
- Wonders of the African World. New York: Alfred A. Knopf. 1999. ISBN 0-375-40235-7.
- The African American Century: How Black Americans Have Shaped Our Century. New York: Free Press. 2000. ISBN 0-684-86414-2.
- The Trials of Phillis Wheatley: America's first Black poet and her encounters with the founding fathers. New York: Basic Civitas Books. 2003. ISBN 0-465-02729-6.
- Finding Oprah's Roots: Finding Your Own. New York: Crown. 2007. ISBN 978-0-307-38238-2.
- In Search of Our Roots: How 19 Extraordinary African Americans Reclaimed Their Past. Crown. 2009. ISBN 978-0-307-38240-5.
- Faces of America: How 12 Extraordinary Americans Reclaimed Their Pasts. New York University Press. 2010. ISBN 978-0-8147-3264-9.
- Tradition and the Black Atlantic: Critical Theory in the African Diaspora. Basic Civitas Books. 2010. ISBN 978-0-465-01410-1.
- Black in Latin America. New York University Press. 2011. ISBN 978-0-8147-3298-4.
- Life Upon These Shores: Looking at African American History, 1513–2008. Knopf Doubleday Publishing Group. 2011. ISBN 978-0-307-59342-9.
- The Henry Louis Gates Jr. Reader. Basic Civitas Books. 2012. ISBN 978-0465028313.
- With Donald Yacovone, The African Americans: Many Rivers to Cross, SmileyBooks, 2013.  ISBN 978-1401935146
- Finding Your Roots: The Official Companion to the PBS Series. University of North Carolina Press. 2014. ISBN 978-0465028313.
- 100 Amazing Facts About the Negro. New York: Pantheon. 2017. ISBN 9780307908711.
- With Tonya Bolden,  Dark Sky Rising: Reconstruction and the Dawn of Jim Crow. Scholastic Nonfiction. 2019. ISBN 978-1338262049.
- Stony the Road: Reconstruction, White Supremacy, and the Rise of Jim Crow. Penguin Press. 2019. ISBN 978-0525559535.
- The Black Church: This Is Our Story, This Is Our Song. Penguin Press. 2021. ISBN 978-1984880338.

編集
- With Nellie Y. McKay, The Norton Anthology of African American Literature. W. W. Norton, 1996.  ISBN 0-393-04001-1
- With Kwame Anthony Appiah, The Dictionary of Global Culture. Vintage, 1998.  ISBN 978-0-679-72985-3
- Africana: The Encyclopedia of the African and African American Experience. New York: Basic Civitas Books. 1999. ISBN 0-465-00071-1.
- With Kwame Anthony Appiah,  Microsoft Encarta Africana Comprehensive Encyclopedia of Black History and Culture. Redmond, WA: Microsoft Corp. 1999. ISBN 0-7356-0057-0. (CD-ROM)
- Hannah Crafts, The Bondwoman's Narrative. New York: Warner Books, 2002.  ISBN 0-446-69029-5
- With Hollis Robbins, In Search of Hannah Crafts: Essays in the Bondwoman's Narrative. New York: Basic/Civitas. 2004.  ISBN 0-465-02714-8
- With Hollis Robbins, The Annotated Uncle Tom's Cabin . New York: W. W. Norton, 2006.  ISBN 978-0-393-05946-5
- The African American National Biography. New York: Oxford University Press. 2008. ISBN 978-0-19-516019-2.
- With Donald Yacovone, Lincoln on Race and Slavery. Princeton, NJ: Princeton University Press, 2009.  ISBN 978-0-691-14234-0
- With Kwame Anthony Appiah, Encyclopedia of Africa: Two-Volume Set. Oxford University Press, 2010.  ISBN 0-19-533770-0
- With Maria Tatar, The Annotated African American Folktales, (Liveright-W.W. Norton, 2017),  ISBN 0871407531
- With Hollis Robbins, The Penguin Portable Nineteenth Century African American Women Writers (Penguin, 2017)